# Calvin Oftana
Calvin John Oftana (Danao, 3 gennaio 1996) è un cestista filippino.

## Biografia
Oftana nasce a Danao ma cresce a Siaton dopo la separazione dei due genitori. Prima di appassionarsi alla pallacanestro, praticava atletica leggera e pallavolo.

## Carriera
Viene selezionato come terza scelta assoluta al draft PBA 2021 dai NLEX Road Warriors.
Il 19 settembre 2022 Oftana viene scambiato ai TNT con cui vince il campionato PBA 2022-23.

### Nazionale
Debutta con la nazionale filippina nel 2020.
Ha fatto parte dei due roster che hanno conquistato l'oro ai Giochi asiatici del 2022 e ai Giochi del Sud-est asiatico 2023.